# ツィモン・バルト
ツィモン・バルト（Tzimon Barto, 1963年1月2日 - ）は、アメリカのピアニスト、ボディビルダー、作家。本名はジョニー・バルト・スミス・ジュニア(Johnny Barto Smith Jr.)。作家としてはバルト・スミス(Barto Smith)の名義を用いる。
フロリダ州ユースティスの生まれ。ジュリアード音楽院でアデーレ・マーカスに師事。1985年にジャン・カルロ・メノッティの招聘でスポレート音楽祭に出演し、1989年にはクリストフ・エッシェンバッハの指揮するウィーン楽友協会でのコンサートに参加した。1990年にはヘルベルト・フォン・カラヤンの招きでザルツブルク音楽祭に出演して名声を確立。

## 著作
- Smith, Barto (2008). Oidium, Jan. ed. A Lady of Greek Origin. Jan-Oidium.com - Publishing & Production. ISBN 978-3939106104
- Smith, Barto (2009). Dot. ACHILLA Presse. ISBN 978-3940350084
- Smith, Barto (2010). Harold Flanders. Jan-Oidium.com - Publishing & Production. ISBN 978-3939106098

## 註
1. ↑  washingtonpost.com

| スタブアイコン | サブスタブ | この項目は、まだ閲覧者の調べものの参照としては役立たない、人物に関連した書きかけの項目です。この項目を加筆・訂正などしてくださる協力者を求めています（P:人物伝/PJ:人物伝）。 |